# Parc naturel de la Sierra Calderona
Le parc naturel de la Sierra Calderona est une aire protégée créé dans la Communauté valencienne en 2007. Le parc naturel est situé sur les provinces de Castellón et de Valence,.

## Description

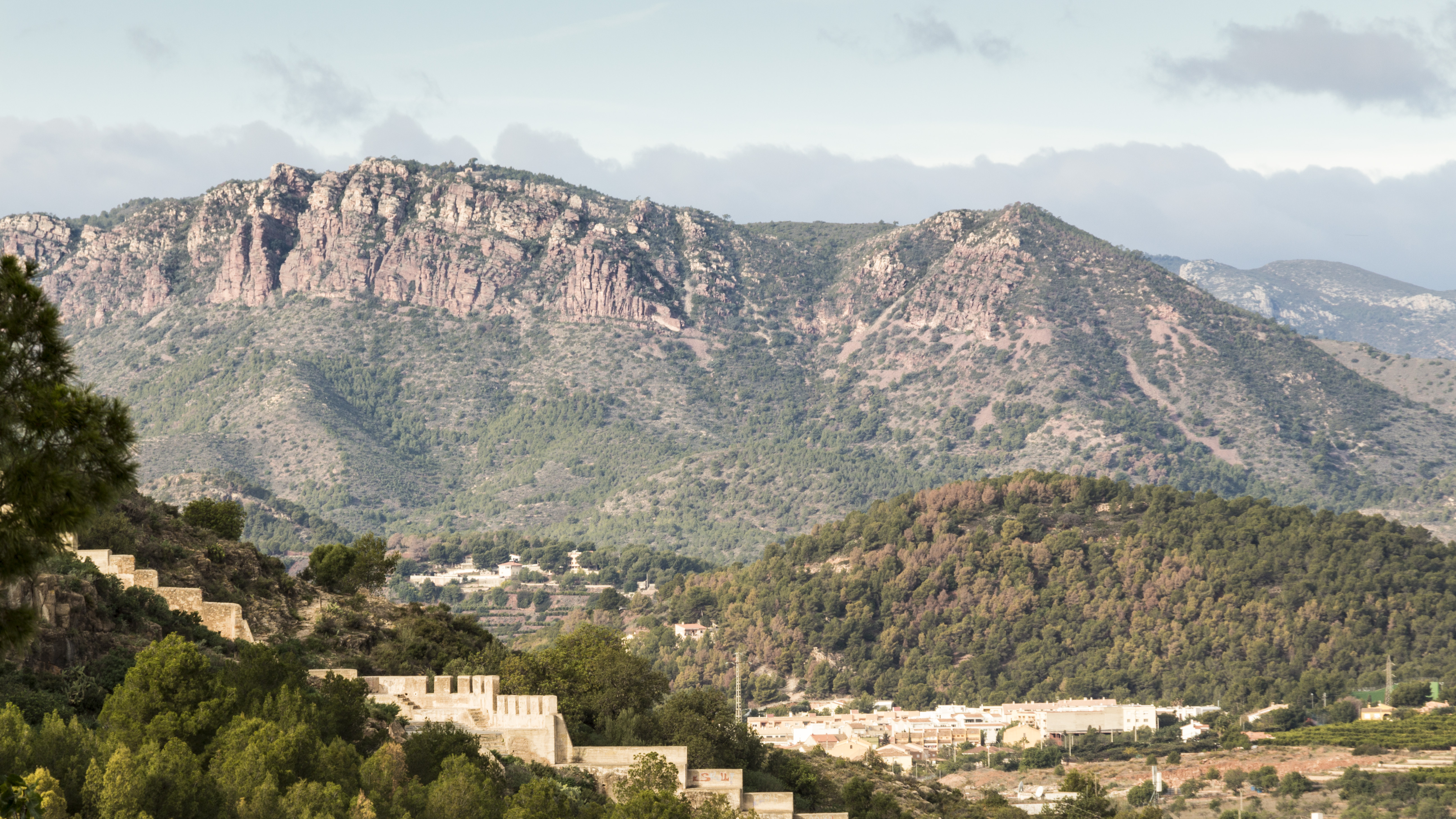
Sierra Calderona

Le parc couvre une superficie de plus de 18 000 hectares et a été déclaré parc naturel par la Généralité valencienne le 15 janvier 2002. Il comprend la partie orientale de la Sierra Calderona, qui est la dernière élévation du système ibérique. Situé à environ 20 km de Valence, il est considéré comme son principal poumon vert. Il se caractérise par le climat typiquement méditerranéen. Son réseau hydrographique correspond à trois bassins principaux : le fleuve Palancia au nord et le ravin du Carraixet et le fleuve Turia au sud.

### Lieux d'intérêt

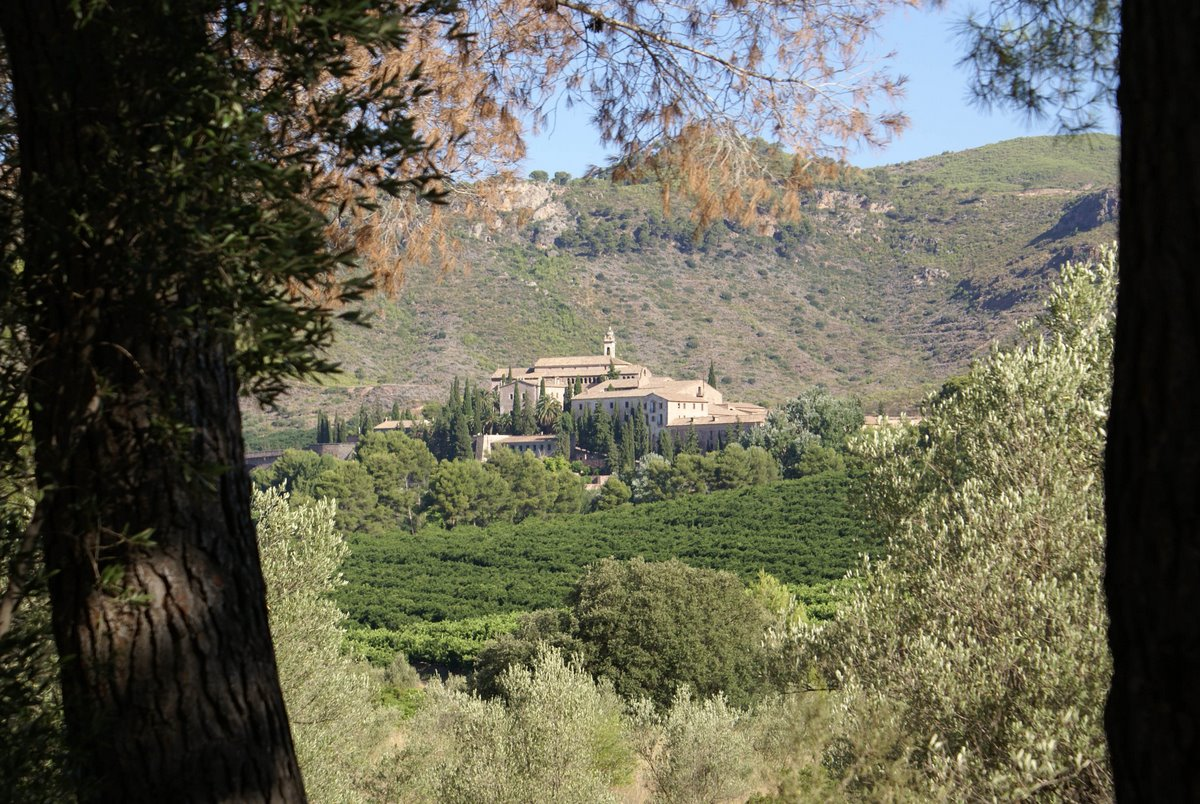
Chartreuse de Porta Coeli

Dans cette zone se trouvent trois édifices religieux importants : la Chartreuse de Porta Coeli, où Boniface Ferrier a fait la première traduction en langue romane (valencien) de la Bible, la Chartreuse de Val de Christo à Villa de Altura, où Boniface Ferrier a passé ses derniers jours et où repose sa dépouille mortelle. Il fut également visité par Ignace de Loyola (antipape Benoît XIII) ; et le monasterio de Sancti Spiritu (es), à Gilet.
S'y trouvent également une série de vestiges historiques comme le Castillo de Serra (es) ou le village ibérique de Puntal dels Llops à Olocau.
Il occupe les limites municipales des communes suivantes : Albalat dels Tarongers, Alcublas, Algímia d'Alfara, Estivella, Gátova, Gilet, Llíria, Marines, Nàquera, Olocau, El Puig, Puçol, Sagonte, Serra, Torres Torres, Segart, Villa de Altura et Segorbe.

## Flore

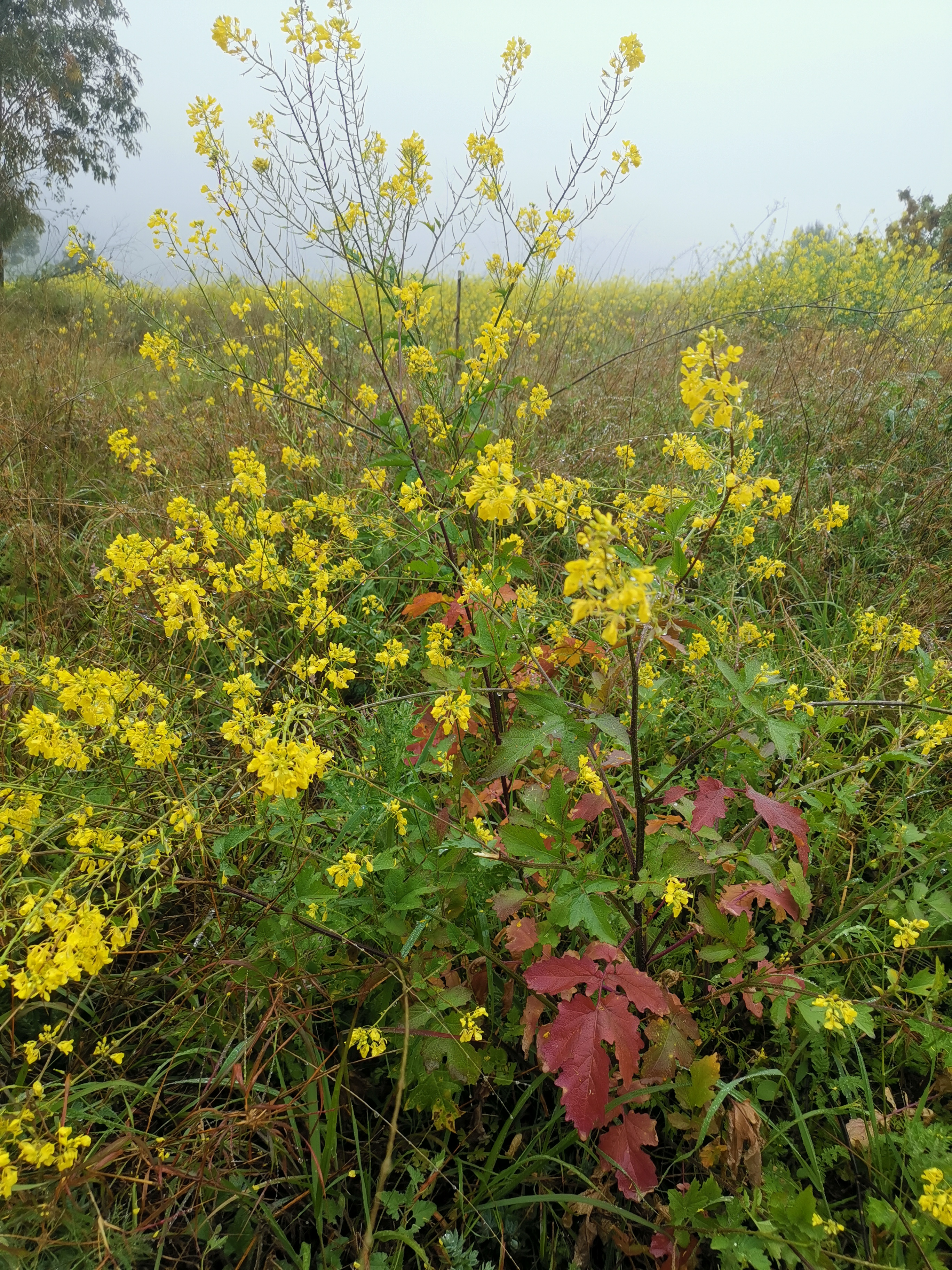

Les zones boisées sont dominées par la pinède, notamment le pin d'Alep (Pinus halepensis) et accompagnés d'arbrisseaux de Cistus albidus, de romarins, d'ajoncs et d'arbousiers sur des sols décarbonés ainsi que d'espèces de bosquet siliceux. Les forêts de chêne vert et de chêne-liège atteignent également un certain développement, bien que leur présence soit très fragmentaire et rare, dans la couche inférieure de laquelle on trouve du chèvrefeuille, de la salsepareille d'Europe, du nerprun alaterne et du palmier nain, entre autres espèces. En raison des nombreux incendies déclarés dans toute la chaîne de montagnes, il existe diverses zones à végétation dégradée, dans lesquelles le romarin, la bruyère et les ajoncs sont abondants, et des prairies sauvages, avec la plus grande couverture d'alfa,...

## Faune
La chaîne de montagnes possède une faune très diversifiée, avec des espèces d'un grand intérêt, notamment en termes d'oiseaux de proie. L'ornithofaune est extraordinairement diversifiée, mettant en valeur des espèces telles que l'autour des palombes et le circaète Jean-le-Blanc ou la sittelle torchepot dans les zones boisées ; la grive des rochers, le hibou grand-duc, la chouette, le faucon pèlerin et l'aigle de Bonelli, dans les zones rocheuses. Parmi les mammifères le chat sauvage, la genette commune, l'écureuil roux ou le blaireau européen. La population d'espèces giboyeuses est également importante, avec la perdrix, le lièvre et le sanglier. Récemment, des spécimens de chevreuils ont également été observés sur le territoire du parc, ce qui suggère que cette espèce s'y installe.